# حرز نهم

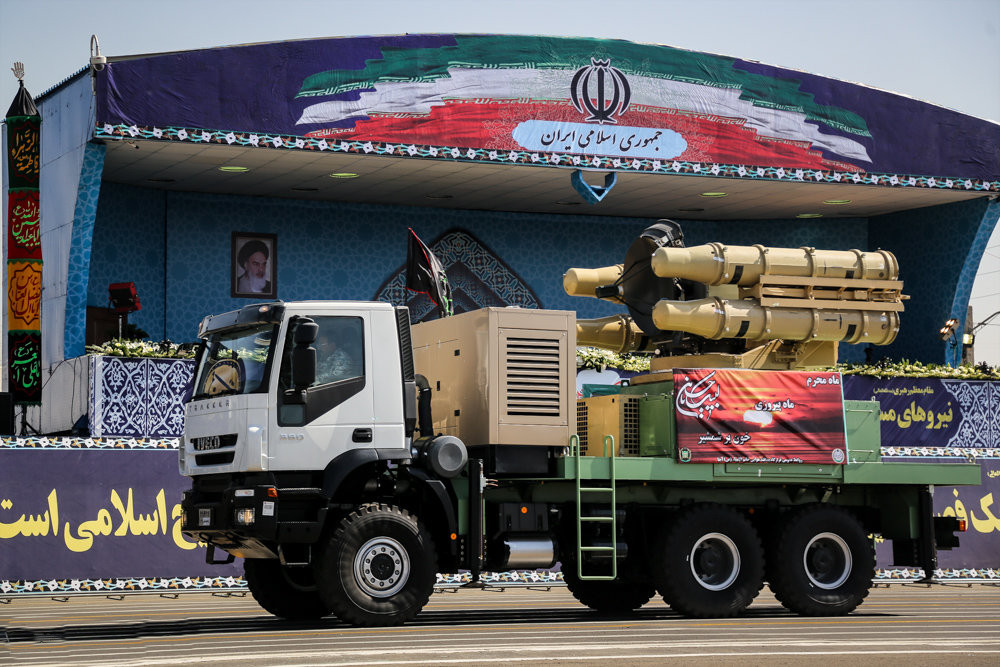
نمایی از سامانه پدافند هوایی حرز نهم در رژهٔ سال ۱۳۹۶

حرز نهم یک سامانه پدافند هوایی ساخت وزارت دفاع و پشتیبانی نیروهای مسلح جمهوری اسلامی ایران می‌باشد. از این سامانه پدافندی در تاریخ ۳۰ اردیبهشت ۱۳۹۱ رونمایی شد.

## نامگذاری
احمد وحیدی وزیر دفاع ایران دربارهٔ نامگذاری این سامانه پدافندی گفته‌است: «(این) سامانه پدافند هوایی به یاد و نام امام نهم حضرت جوادالائمه به نام حرز نهم نامگذاری شده».

## ویژگی‌ها
سامانه پدافند هوایی حرز نهم یک سامانه پدافندی برد کوتاه است که به صورت پسیو عمل می‌کند. این سامانه اهداف را در برد ۱۰ کیلومتری و ارتفاع ۵ کیلومتری هدف قرار می‌دهد.
به گفته وزیر دفاع ایران حرز نهم «یک سامانه پیچیده پدافندی است که قادر است اهداف مورد نظر را در ارتفاع کم و کوتاه مورد شناسایی و ردیابی قرار داده وبصورت هوشمند و خودکار مورد هدف قرار دهد».
وحیدی تحرک بالا، موبایل بودن سامانه سلاح و قابلیت بکارگیری در شب را از ویژگی‌های سامانه پدافندی حرز نهم خوانده‌است. به گفته وی «این سامانه قابلیت اتصال به شبکه پدافند کشور را دارد و قادر است ظرف کمتر از چند دقیقه برای مقابله با تهدیدات آماده و فعال شود.»
به گفته وزیر دفاع ایران «این سامانه به دلیل اینکه از نوع پسیو است، دشمن نمی‌تواند بر روی آن اخلال ایجاد کند».

## پی‌نوشت‌ها
1. ↑  «خط تولید انبوه سامانه جدید پدافند هوایی "حرز نهم" با حضور وزیر دفاع افتتاح شد، وزارت دفاع و پشتیبانی نیروهای مسلح جمهوری اسلامی ایران». بایگانی‌شده از اصلی در ۷ ژوئن ۲۰۱۳. دریافت‌شده در ۲۷ مه ۲۰۱۳.
2. ↑  ایران از تولید انبوه یک راکت کوتاه‌برد جدید خبر داد، خبرگزاری صدای افغان، ۳۱ ثور ۱۳۹۲.
3. ↑  Iran claims new air defense missile system, The Washington Times, May 20, 2013.
4. ↑  با حضور وزیر دفاع؛ خط تولید انبوه جدیدترین سامانه پدافند هوایی ایران با نام "حرز نهم" افتتاح شد، باشگاه خبرنگاران، ۳۰ اردیبهشت ۱۳۹۲.
5. ↑  افتتاح خط تولید سامانه جدید پدافند هوایی «حرز نهم»، وبگاه روزنامه مردم سالاری، ۱۳۹۲/۰۲/۳۱.[پیوند مرده]
6. ↑  «سردار وحیدی در جمع خبرنگاران: دشمن توانایی اخلال در سامانه موشکی «حرز نهم» را ندارد، خبرگزاری فارس، ۱ خرداد ۱۳۹۲». بایگانی‌شده از اصلی در ۸ ژوئن ۲۰۱۳. دریافت‌شده در ۲۷ مه ۲۰۱۳.